# Aruküla
Aruküla (tyska: Arroküll) är en småköping (estniska: alevik) i landskapet Harjumaa i norra Estland. Aruküla är centralort i Raasiku kommun och ligger cirka 25 km sydost om huvudstaden Tallinn. Invånarantalet var 2 016 personer 1 januari 2013.